# Élections régionales de 1994 en Basse-Saxe
Les élections régionales de 1994 en Basse-Saxe (en allemand : Landtagswahl in Niedersachsen 1994) se tiennent le 13 mars 1994, afin d'élire les 155 députés de la 13e législature du Landtag, pour un mandat de quatre ans. Du fait de la loi électorale, 161 députés sont élus.
Le scrutin est marqué par une nouvelle victoire du SPD du ministre-président Gerhard Schröder, qui conquiert la majorité absolue des sièges.

## Mode de scrutin
Le Landtag est constitué de 155 députés (en allemand : Mitglied des Landtags, MdL), élus pour une législature de quatre ans au suffrage universel direct et suivant le scrutin proportionnel d'Hondt.
Chaque électeur dispose de deux voix : la première lui permet de voter pour un candidat de sa circonscription, selon les modalités du scrutin uninominal majoritaire à un tour, le Land comptant un total de 100 circonscriptions ; la seconde voix lui permet de voter en faveur d'une liste de candidats présentée par un parti au niveau du Land.
Lors du dépouillement, l'intégralité des 155 sièges est répartie en fonction des secondes voix récoltées, à condition qu'un parti ait remporté 5 % des voix au niveau du Land. Si un parti a remporté des mandats au scrutin uninominal, ses sièges sont d'abord pourvus par ceux-ci.
Dans le cas où un parti obtient plus de mandats au scrutin uninominal que la proportionnelle ne lui en attribue, la taille du Landtag est augmentée jusqu'à rétablir la proportionnalité.

## Campagne

### Principaux partis
| Parti | Parti                                                                              | Chef de file                          | Résultat en 1990           |
| ----- | ---------------------------------------------------------------------------------- | ------------------------------------- | -------------------------- |
|       | Parti social-démocrate d'Allemagne Sozialdemokratische Partei Deutschlands         | Gerhard Schröder (Ministre-président) | 44,2 % des voix 71 députés |
|       | Union chrétienne-démocrate d'Allemagne Christlich Demokratische Union Deutschlands | Christian Wulff                       | 42,0 % des voix 67 députés |
|       | Parti libéral-démocrate Freie Demokratische Partei                                 | Stefan Diekwisch                      | 6,0 % des voix 9 députés   |
|       | Alliance 90 / Les Verts Bündnis 90/Die Grünen                                      | Jürgen Trittin                        | 5,5 % des voix 7 députés   |

## Résultats

### Voix et sièges
|                                   | Parti social-démocrate d'Allemagne (SPD)     | Parti social-démocrate d'Allemagne (SPD)     | 1 971 551 | 46,60 | 81        | 20            | 1 880 623 | 44,26 | 0  | 81  | 10            |  |  |  |
|                                   | Union chrétienne-démocrate d'Allemagne (CDU) | Union chrétienne-démocrate d'Allemagne (CDU) | 1 610 098 | 38,05 | 19        | 20            | 1 547 610 | 36,42 | 48 | 67  | en stagnation |  |  |  |
|                                   | Alliance 90 / Les Verts (Grünen)             | Alliance 90 / Les Verts (Grünen)             | 293 837   | 6,94  | 0         | en stagnation | 314 344   | 7,40  | 13 | 13  | 5             |  |  |  |
|                                   | Parti libéral-démocrate (FDP)                | Parti libéral-démocrate (FDP)                | 174 743   | 4,13  | 0         | en stagnation | 188 691   | 4,44  | 0  | 0   | 9             |  |  |  |
|                                   | Les Républicains (REP)                       | Les Républicains (REP)                       | 95 902    | 2,27  | 0         | en stagnation | 159 026   | 3,74  | 0  | 0   | en stagnation |  |  |  |
|                                   | Parti des indépendants (STATT)               | Parti des indépendants (STATT)               | 43 803    | 1,04  | 0         | Nv.           | 55 605    | 1,31  | 0  | 0   | Nv.           |  |  |  |
|                                   | Les Gris - Les Panthères grises (GRAUE)      | Les Gris - Les Panthères grises (GRAUE)      | 2 304     | 0,05  | 0         | Nv.           | 20 581    | 0,48  | 0  | 0   | Nv.           |  |  |  |
|                                   | Autres                                       | Autres                                       | 38 763    | 0,92  | 0         | en stagnation | 82 541    | 1,94  | 0  | 0   | en stagnation |  |  |  |
|                                   |                                              |                                              |           |       |           |               |           |       |    |     |               |  |  |  |
| Votes valides                     | Votes valides                                | Votes valides                                | 4 231 001 | 98,02 |           |               | 4 249 021 | 98,44 |    |     |               |  |  |  |
| Votes blancs et nuls              | Votes blancs et nuls                         | Votes blancs et nuls                         | 85 427    | 1,98  | 67 407    | 1,56          |           |       |    |     |               |  |  |  |
| Total                             | Total                                        | Total                                        | 4 316 428 | 100   | 100       | -             | 4 316 428 | 100   | 61 | 161 | 6             |  |  |  |
| Abstentions                       | Abstentions                                  | Abstentions                                  | 1 535 292 | 26,24 |           |               | 1 535 292 | 26,24 |    |     |               |  |  |  |
| Nombre d'inscrits / participation | Nombre d'inscrits / participation            | Nombre d'inscrits / participation            | 5 851 720 | 73,76 | 5 851 720 | 73,76         |           |       |    |     |               |  |  |  |